# 巴濟利夫希納
49°28′52″N 34°52′51″E / 49.48111°N 34.88083°E
巴濟利夫希納（羅馬化：Bazylivshchyna）是位於烏克蘭中部波爾塔瓦州裏波爾塔瓦區的村莊，分別距離米羅尼夫卡和塞雷希納0.5公里，始建於1758年，面積3.15平方公里，海拔高度114米，2001年人口944。